# Sonic the Hedgehog (lik)
Sonic the Hedgehog (Sonic X, hr. Sonic jež, rođen Ogilvie Maurice the Hedgehog) protagonist je istoimenog Seginog serijala videoigara, kao i glavni lik mnogih stripova, animacija i ostalih medija. Sonic je plavi antropomorfni jež koji može trčati nadzvučnim brzinama i koji se može smotati u kuglu kako bi se ubrzao ili napao neprijatelje. U većini igara Sonic trči dok skuplja power-up prstene i izbjegava prepreke i neprijatelje.
Većinu igara razvija Sonic Team. Zasluge za autorstvo Sonica često se pripisuju programeru Yujiju Naki i umjetniku Naotu Ohshimu. Prva igra serijala, Sonic the Hedgehog iz 1991. godine, objavljena je kako bi Sega dobila maskotu koja će biti rival Mariju, poznatom Nintendovom liku. Yuji Ueakawa redizajnirao je Sonica za videoigru Sonic Adventure (iz 1998.) kako bi privukao starije igrače.
Sonic je jedan od najpoznatijih likova videoigara. Njegov je serijal do 2011. godine prodan u više od 80 milijuna primjeraka. Godine 2005. Sonic je postao jedan od prvih likova iz videoigara koji je uvršten u Walk of Game, a ondje su uvršteni i Mario i Link.

## Povijest
Dok je Sega tražila vodeću seriju za nadmetanje s Nintendovom serijom Mario s likom koji će zamijeniti Alexa Kidda kao maskotu tvrtke, odjel za istraživanje i razvoj poslao je nekoliko dizajnera. Mnogi su rezultati proizašli iz njihovih eksperimenata s dizajnom likova, uključujući armadila (koji je kasnije postao Mighty the Armadillo), psa, Theodorea Roosevelta u pidžami (koji će kasnije postati osnova dizajna dr. Robotnika / Eggmana) i zec (koji bi se pomoću njegovih proširivih ušiju skupljao predmete, aspekt kasnije ugrađen u Ristar). Naoto Ohshima je neke od tih unutarnjih nacrta ponio sa sobom na putovanje u New York City i tražio povratne informacije pitajući slučajne prolaznike u Central Parku za njihova mišljenja o dizajnu, šiljastom plavo-zelenom ježu, koji je inicijalno bio nazvan "Mr. Needlemouse", je bio pobjednik neformalne ankete, a slijedili su Eggman i lik psa. Ohshima je smatrao da su ga ljudi odabrali jer "nadilazi rasu i rod i takve stvari". Po povratku u Japan, Ohshima je to poslao u odjel, a jež je na kraju izabran kao nova maskota.
Sonic bio je dizajniran tako da ga djeca mogu lako nacrtati i prepoznati, i da izgleda "cool". Sonic je plav da reprezentira Segu i njihov tamnoplavi logo, a čizme Michaela Jacksona bile su inspiracija ze njegove poznate crvene cipele (Djed mraz bio je inspiracija za crvenu boju). Inspiracija za Sonicovu osobnost bila je "Get it done" osobnost bivšeg američkog predsjednika Billa Clintona. Sonic je poznat po tome da ne može plivati. Ne može plivati zato što je Yuji Naka mislio da ježevi to ne mogu.
U originalnim konceptima Sonic je bio u bendu s curom koja se zvala Madonna. No, američki tim Sege, koji je vodila Madeline Schroeder, lika su "smekšali" za međunarodnu publiku i zato su se riješili ovih elemenata. Naka je kasnije rekao da je to vjerojatno bila dobra odluka. Sonicov izgled i broj godina se variraju, i to ovisi o stvarima kao:
- Kako je nacrtan
- U kojem je kontinuitetu.

Originalni dizajn Sonica (koji je izmislio Naoto Ohshima) ga prikazuje kao nizak, mlad, svijetloplavi jež s petnaest godina i kratkim bodljama na glavi. U Sonic Adventure, bio redizajniran da se bolje stopi s 3D svijetom. Postao je tamniji, viši i dobio je dulje bodlje. Igre kao Sonic Jam i Generations vele da Sonic ima 16 godina, a u priručniku za Sonic Heroes piše da Sonic ima 15 godina.

## Izgled
U novijim igrama, filmovima, emisijama, i stripovima, te mangama Sonic je vitak antropomorfni jež s plavim krznom koje mu pokriva skoro pa cijelo tijelo, i kožnom kožom koja mu pokriva ruke i torzo. Njegove rukavice su bijele i cipele crvene s bijelom prugom, sivim dnom i zlatnim ključanicama, kako oduvijek biva. Jedna velika promjena u njegovom dizajnu je njegova glava, boja i oblik. Glava i tijelo su mu (u starim igrama, filmu, emisijama i knjigama, te stripovima) bili okrugli i kratki. Boja očiju mu je prije bila crna, a sad zelena. Uz to je bio svjetlije plav, a sad je tamniji. Ima šest dugih zaobljenih bodlji, dvije kratke bodlje na leđima iza ramena, i kratak, šiljast rep. Također ima samo jedno oko s dvije očne zjenice. U novom filmu, izgleda isto kao obično, ali dlakaviji.

## Osobnost
Sonic je dosta umišljen, no misli o svojim prijateljima i nikad ih ne izdaje. Misli o onima koje voli i žudi za slobodu. Njegovoj želji za avanturu nema stajanja, i nikad se ne predaje, čak i kad ga svi guraju natrag, spreman je vratiti se i pokazati od čega je napravljen.
Sonic je opisan "kao vjetar" bez briga i slobodan, ali uvijek spreman, samostalan, samo prati svoja pravila i ne treba mu ničije odobrenje. Često napada i kreće prije nego što promisli, zbog čega često završi u nevolju (npr. Sonic Lost World, gdje slomi čarobnu školjku i naljuti Smrtonosnu šestoricu), ne želi povrijediti svoje prijatelje, iako ih često ozlijedi slučajno.
On ima puno samopouzdanja i snage, možda i previše. Puno se hvali, i govori "ore" umjesto "ja" (na japanskom je "ore" riječ za "ja" koju se koristi kad se netko hvali ili pravi važan). Obožava pokazivati ostalima svoju brzinu. Često je sarkastičan i pasivno agresivan, no zbog svoje nestrpljivosti se lagano naljuti. Voli ismijavati i hvaliti se pred protivnicima.
Sonic nikad ne misli o prošlosti, nego uzbuđeno iščekuje budućnost, i živi u sadašnjosti, čekajući svoju sljedeću pustolovinu. Samo gubi pouzdanje i uzbuđenje kad je poražen. Čak i kad je poražen, ne misli o gubitku i dat će sve od sebe da se vrati i pokaže tko je.
Rijetko smatra svoje neprijatelje istinitim neprijateljima, i impresjoniran je njihovim vještinama i moćima, te ga motiviraju, uzbuđuju i zabavljaju. Također je drag prema onima koji žele oprost nakon što ga povrijede, i lagano im oprosti u mnogim slučajevima, čak i Eggmanu. Jedan od najznačajnijih slučajeva s pozitivnim rezultatom je kad je oprostio Silveru nakon što se Silver ispričao iako je pokušao ubiti Sonica dva puta.
Sonic voli glazbu, pogotovo rock. Također voli break dance, kao što se vidjelo u incidentu Sol Smaragda, njegova ljubav za break dance se isto može vidjeti u trik djelu. Često pleše break dance kada pobjedi borbu ili dovrši nivo. Njegovi napadi u Sonic Battle su također većinom break dance napadi.
Sonic štiti prirodu i obožava njenu ljepotu. U Sonic Colors je štitio Wispove od polucije i Eggmanovog plana za korištenje energije Wispova. U Sonic the Hedgehog (2006.), Sonic pokazuje da voli mjesta puna cvijeća, drveća, i ostalu floru i faunu. Ironično, iako ne može plivati, voli ocean i plažu.
Također ga iritira kad mu ostali krivo kažu ime ili ga ne prepoznaju kao ježa.

## Pojavljivanja

### Videoigre
- Sonic the Hedgehog (1991.)
- Sonic the Hedgehog (8-bit)
- Sonic Eraser
- Sonic the Hedgehog 2 (8-bit)
- Sonic the Hedgehog 2 (16-bit)
- SegaSonic the Hedgehog
- Sonic CD
- Sonic Chaos
- Sonic Spinball
- Sonic the Hedgehog 3
- Sonic Drift
- Wacky Worlds Creativity Studio
- Sonic the Hedgehog's Gameworld
- Tails and the Music Maker
- Sonic & Knuckles
- Sonic the Hedgehog Triple Trouble
- Sonic Drift 2
- Knuckles' Chaotix (Kameo)
- Tails Adventure (Kameo)
- Sonic Labyrinth
- Sonic the Fighters
- Sonic 3D Blast
- Sonic Blast
- Sonic's Schoolhouse
- Sonic R
- Sonic Adventure
- Sonic the Hedgehog Pocket Adventure
- Sonic Shuffle
- Sonic Adventure 2
- Sonic Adventure 2: Battle
- Sonic Advance
- Sonic Advance 2
- Sonic Pinball Party
- Sonic Adventure DX: Director's Cut
- Sonic Battle
- Sonic Heroes
- Sonic Advance 3
- Sega Superstars
- Sonic Jump
- Sonic Gems Collection
- Shadow the Hedgehog
- Sonic Rush
- Sonic Riders
- Sonic the Hedgehog (2006.)
- Sonic Rivals
- Sonic and the Secret Rings
- Sonic Rush Adventure
- Mario & Sonic at the Olympic Games
- Sonic Rivals 2
- Sonic Riders: Zero Gravity
- Super Smash Bros. Brawl
- Sega Superstars Tennis
- Sonic Chronicles: The Dark Brotherhood
- Sonic Unleashed
- Sonic and the Black Knight
- Mario & Sonic at the Olympic Winter Games
- Sonic at the Olympic Winter Games
- Sonic & Sega All-Stars Racing
- Sonic Classic Collection
- Sonic the Hedgehog 4: Episode I
- Sonic Free Riders
- Sonic Colors
- Sonic Generations
- Mario & Sonic at the London 2012 Olympic Games
- Sonic the Hedgehog 4: Episode II
- Sonic the Hedgehog 4: Episode Metal
- Sonic Jump (2012.)
- Sonic & All-Stars Racing Transformed
- Sonic Dash
- Sonic Lost World
- Mario & Sonic at the Sochi 2014 Olympic Winter Games
- Sonic Jump Fever
- Super Smash Bros. for Nintendo 3DS and Wii U
- Sonic Runners
- Mario & Sonic at the Rio 2016 Olympic Games
- Sonic Runners Adventure
- Sonic Forces: Speed Battle
- Sonic Forces
- SEGA Heroes
- Super Smash Bros. Ultimate
- Team Sonic Racing
- Sonic Racing
- Mario & Sonic at the Olympic Games Tokyo 2020
- Sonic at the Olympic Games

### Ostali mediji

#### Serije
- Avanture Sonica
- Sonic the Hedgehog (SatAM)
- Sonic the Hedgehog (OVA)
- Sonic Underground
- Sonic X
- Sonic Boom
- OK K.O.! Let's Be Heroes (U epizodi "Let's Meet Sonic")

#### Filmovi
- Krš i lom
- Ralph ruši internet: Krš i lom 2
- Sonic: Super jež

#### Tiskani mediji
- Disney Adventures časopis
- Virgin Books roman
- Sonic strip
- Sonic the Hedgehog (Archie stripovi)
- Sonic X
- Sonic Universe
- Manga
- Sonic the Hedgehog (IDW Publishing)

## Odnosi

### Miles "Tails" Prower
Tails je Sonicov najbolji prijatelj, bliski su kao braća i u mnogim igricama se pojavljuju zajedno i bore se protiv Eggmana. Prvi put su bili zajedno u igrici Sonic the Hedgehog 2. Tails ga je pratio, i iako Sonica u početku nije bilo briga za njega, Tailseva ambicija, pamet i brzina ga je impresionirala, i od tad ga je Sonic volio kao mlađeg brata. U 8-bit verziji igre Sonic 2, Tailsa otme Eggman i Sonic ga pokuša spasiti, ne znajući da ga Eggman pokušava namamiti da mu dadne Smaragde kaosa. Sonic je u takvim situacijama pokazao da je odan Tailsu, i da su istiniti prijatelji. Tails također pomaže Sonicu kad je potrebno. Uz to se rijetko svađaju i uvijek brane jedan drugoga kad su u nevolji.

### Doktor Eggman
Doktor Eggman je Sonicov glavni rival. U skoro pa svakoj igrici Sonic pokuša zaustaviti njegove planove. Iako Eggman mrzi Sonica jer ga svaki put porazi, Sonic rijetko pokazuje da mrzi Eggmana, većinom ga vrijeđa sarkastično, no očito je da mu Sonic nikad ne vjeruje, smatra ga prijetnjom i uvijek misli da sve što on radi opasno. Unatoč njihovom negativnom odnosu, u par igrica (npr. Sonic Aventure 2 i Sonic Lost World) mu je vjerovao i udružio se s njim da porazi većeg neprijatelja, što se rijetko dogodi. Mnogi fanovi vjeruju da je Eggman dobio taj nadimak nakon što ga je tako Sonic uvrijedio u Sonic Adventure, jer se prije toga zvao Robotnik.

### Knuckles the Echidna
U početku neprijatelji, danas prijatelji, Sonic i Knuckles znali su se od Sonic 3, gdje je Eggman prevario Knucklesa da ukrade smaragde kaosa od Sonica. Knuckles je u toj igrici sabotirao Sonica i pokušao ga zaustaviti, ali Sonic ga je svaki put porazio. Nakon što je Knuckles saznao da Sonic nije zlikovac, počeo se družiti sa Sonicom i u skoro pa svakoj igrici idu na pustolovine zajedno, ali Knuckleseva naivnost i Sonicova tvrdoglavost čest je problem, i zato se nekad sarkastično vrijeđaju.

### Amy Rose
Amy je zaljubljena u Sonica, što Sonicu smeta. Sonic ne traži ljubav, ali Amy smatra da ju Sonic voli jer ju je spasio od Metal Sonica u Sonic CD. Sonic ju voli kao prijateljicu i sretan je kad mu daje podršku (npr. Sonic Adventure 2 gdje ga je Amy izvukla iz zatvora), iako mu je Amy podrška zato što ga želi namamiti da ju poljubi. Koliko god Sonic ne želi ljubav, u Sonic X je pokazao da mu se Amy sviđa, možda malo više nego prijateljica.

### Metalni Sonic
Metalni Sonic je robotska kopija Sonica koju je napravio Eggman u Sonic CD. Sonic porazi Metalnog Sonica u svakom susretu, Sonic je brži i pametniji od njega, pa mu je lako pobijediti. Sonic ne pokazuje mržnju prema njemu, ali očito mu se ne sviđa jer je u prvom susretu kidnapirao Amy.

### Shadow the Hedgehog
Sonic ima zanimljiv odnos sa Shadowom. Shadow je takozvani ultimativni životni oblik. Izazvao je puno problema za Sonica otkad su se upoznali u Sonic Adventure 2, nakon što Sonic biva uhićen kad su ljudi mislili da je Shadow on nakon što je Shadow napao bazu vlade. Nakon Sonic Adventure 2 Sonic nije mrzio Shadowa, i s njim je imao prijateljsko rivalstvo od tada.

### Rouge the Bat
Rouge se nekad ruga i ismijava Sonicove prijatelje, no nije pokazala nikakvu mržnju za Sonica, i uz to mu je dala nadimak "Big Blue". Sonic i Rouge imaju neutralan odnos, uz ponekad prijateljske uvrede. 

### Blaze the Cat
Blaze i Sonic su se upoznali u Sonic Rush, Blaze se u Sonicov svijet teleportirala, i nije ju zanimao Sonic. Došla je u potrazi za Sol Smaragde, i mislila je da Sonic želi spriječiti njenu potragu. Nakon što su se malo više vremena družili, Blaze je shvatila da joj Sonic može pomoći, i zajedno su dovršili njihovu pustolovinu. Nakon Sonic Rush, pokazali su prijateljski odnos jedan prema drugoj, i Blaze je zahvalna za Sonicovu pomoć.

### Silver the Hedgehog
Odnos Sonica i srebrenog ježa iz budućnosti nije imala bajan početak. Silver je naivan, i nakon što ga je zlikovac uvjerio da je Sonic razlog za kraj svijeta, Silver je brzo napao Sonica i nitko ga nije mogao uvjeriti da Sonica ne treba ubiti. Sonic je pokušao objasniti Silveru da dolazi u miru, ali Silver ga nije slušao. Sve dok ga Blaze i Amy ne uvjere da je Sonic nevin. Silver i Sonic od tada zajedno idu na pustolovine, i Silver je bio prvi koji je uvjerio ostale da pomognu vratiti Sonica nakon što biva ubijen. Sonic se, kao i sa svim ostalim, sarkastično šali, ali Silver nije najbistriji, pa nekad samo zanemari Sonicove šale, što iritira Sonica.

### Cream the Rabbit
Cream ima sličan odnos sa Sonicom kakav Tails ima. Cream Sonica smatra njenim starijim bratom i jednom od njenih najboljih prijatelja. Sonic ju voli kao sestru zbog njene dobrote i nevinošću. Cream Sonica zove "Gospon Sonic" iz pristojnosti i nikad se ne ljuti na njega. Također ga smatra idolom, jer mu uzbuđeno pristupi i izrazi koliki joj je heroj u Sonic Advance 2.

### Ostali

#### Prijatelji
- Princeza Elise
- Shahra
- Marine the Racoon
- Vitezovi okruglog stola
- Chip
- Avatar
- E-100 roboti
- Chaotix
- Mnogi sporedni likovi

#### Neprijatelji
- Erazor Djinn
- Babylon Roguesi
- Smrtonosna šestica
- Infinite
- Mnogi sporedni likovi

## Popularnost i priznanja
Mladi brzi plavi visoki antropomorfni jež je, od samog početka istoimenog serijala, bio jedan od najpoznatijih likova iz videoigara uz Super Maria, Pikachua i Donkey Konga. Kao maskota Sege, Sonic se može vidjeti u mnogim reklamama, kostimima, raznim medijima itd. Sonic je poznat u zajednici Cosplayera kao antropomorfni lik. Također je poznat na DeviantArtu jer je bio dizajniran da ga se lako nacrta. No, korisnici DeviantArta su često kritizirani jer njihove slike prikazuju seksualan sadržaj i fetiše.
Uz to, mnoge igrice u serijalu su kritizirane jer "Sega ne zna što Sonic fanovi traže". Njegova najkritiziranija igrica je Sonic the Hedgehog (2006.) zbog pretjerano ozbiljne radnje, loše kontrole i nepotrebne romantične veze između Sonica i Princeze Elise. Ljudi misle da je Sonic loše karakteriziran u mnogim igricama kao pretjerano arogantan i bezobrazan.
Unatoč ovome, Sonic ima puno obožavatelja, koji nikad ne sumnjaju u Segu i očekuju najbolje od svake igrice.
Najveći internetski fenomen u vezi Sonica jest komična slika "Sanic". Sanic je loše nacrtana slika Sonica, nacrtana koristeći MSPaint program. Dobio je popularnost YouTube videom zvanim "how to draw sanic hegehog". Sanic je postao kao nacrtana copypasta, i Sega je dodala majicu Sanica u igru Sonic Forces.
Još jedan poznat crtež je tzv. "Sonichu". Sonichua je nacrat Christian Weston "ChrisChan" Chandler, poznati Sonic obožavatelj koji je izazvao mnoge kontroverze. Sonichu je kombinacija Sonica i Pikachua. Još jedna ChrisChan kontroverza je tzv. Sonic Boom incident. U Sonic Boom je Sega promijenila boju Sonicovih ruku u plavu, što je jako naljutilo ChrisChana, i napao je radnika u GameStopu nakon što mu je zabranio pristup igricama jer je pokušao zamijeniti kutije Sonic Boom s njegovim inačicama kutija s kožnim rukama.
Sonic je prije bio glavni rival Super Maria, ali sad su Sega i Nintendo poboljšali svoju vezu, i sad su kao prijateljske franšize s mnogim crossover igricama.
Sonicova trideseta godišnjica stiže 2021. godine.

## Zanimljivosti
- Sonic ima barem sedam alternativnih formi
  - Super Sonic, koji se pojavljuje u mnogim igricama, prvo u Sonic 2, i najkasnija pojava je u Super Smash Bros. Ultimate.
  - Hiper Sonic, koji se samo pojavio u Sonic 3 & Knuckles
  - Hiper način, koji se samo pojavio u Sonic the Fighters.
  - Darkspine Sonic, koji se samo pojavio u Sonic and the Secret Rings
  - Excalibur Sonic, koji se samo pojavio u Sonic and the Black Knight
  - Sonic the Werehog, koji se pojavio u Sonic Unleashed, i imao kameo u Sonic Runners
  - Mnoge moći koje može dobiti korištenjem tzv. moći boja Wispova, koji se pojavljuju u Sonic Colors

## Vanjske poveznice
[neaktivna poveznica]